# مانوئل سنی
مانوئل سنی (ایتالیایی: Manuel Senni؛ زادهٔ ۱۱ مارس ۱۹۹۲) دوچرخه‌سوار اهل ایتالیا است.
از باشگاه‌هایی که در آن رکاب زده‌است می‌توان به تیم بی‌ام‌سی و باردیانی–سی‌اس‌اف اشاره کرد.